# Barceloneta (Metro Barcelona)
Barceloneta ist eine unterirdische Station der Metro Barcelona. Sie befindet sich im Stadtbezirk Ciutat Vella. Die Station wird von der Metrolinie 4 bedient. Es besteht Umsteigemöglichkeit zu 12 Buslinien an der oberirdischen Haltestelle. Außerdem besteht am etwa 500 Meter entfernten Bahnhof Barcelona-França Umsteigeverbindung zur Linie R2 Sud der Rodalies Barcelona. 
Benannt ist die Metrostation nach dem gleichnamigen Stadtviertel La Barceloneta. Sie wurde 1976 im Zuge der Eröffnung der östlichen Verlängerung der Linie 4 in Betrieb genommen. Diese wurde damals von der Station Jaume I bis nach Barceloneta verlängert.